# Dorylus katanensis
Dorylus katanensis é uma espécie de formiga do gênero Dorylus.